# Quebrada Yumantay

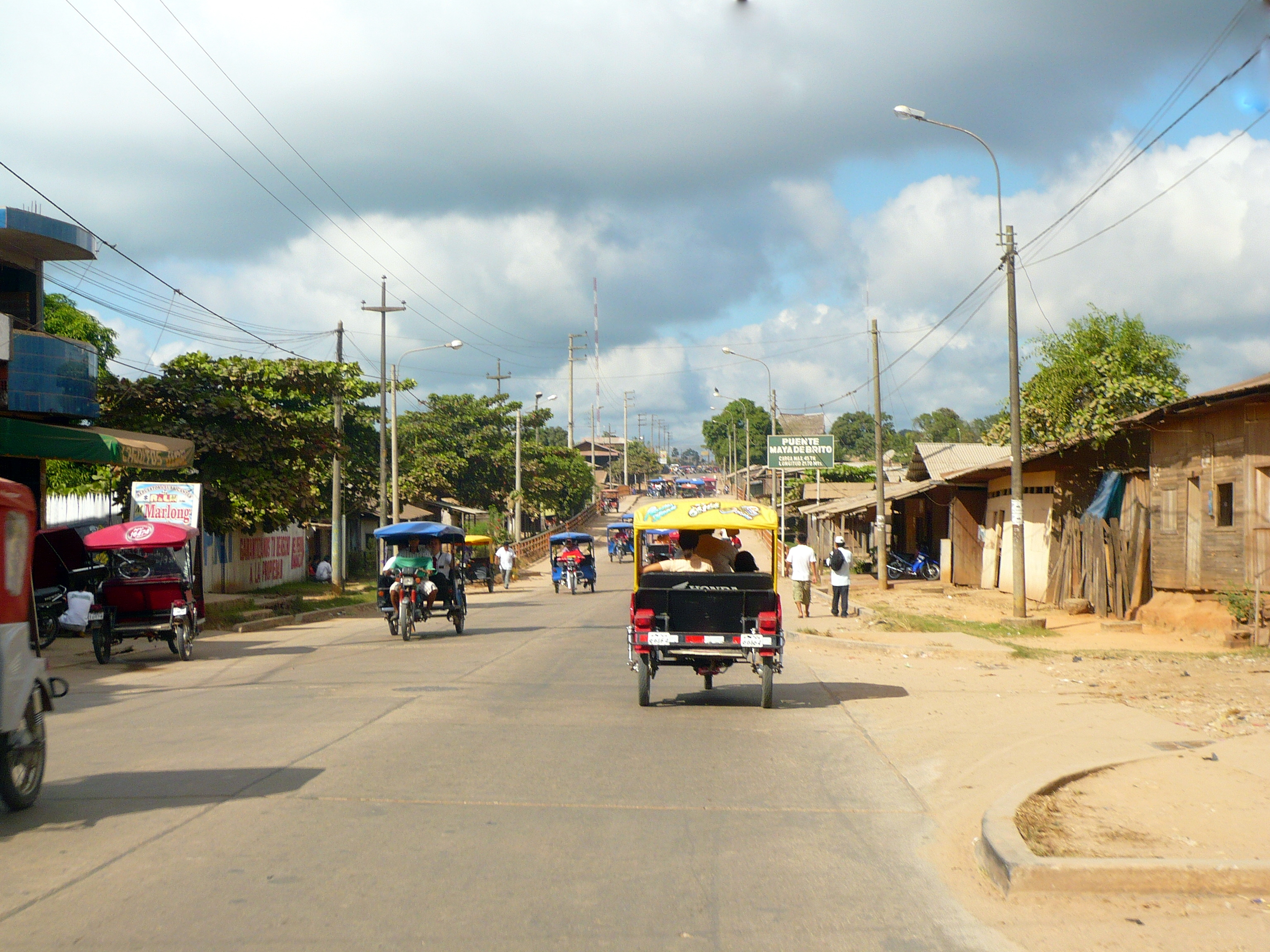
El puente de la calle Antonio de Brito sobre la quebrada Yumantay que divide los distritos de Callería y Manantay.

Yumantay (conocido como Manantay, nombre dedicado a su distrito del mismo nombre) es una de las quebradas que atraviesa parte de la provincia de Coronel Portillo, divisor de los distritos Manantay y Callería en la ciudad de Pucallpa. Esta quebrada es uno de los atractivos turístico que propuso recuperar la Municipalidad de Coronel Portillo para evitar inundaciones en la ciudad de San Fernando, como también el Gobierno Regional de Ucayali planea aumentar el turismo de la localidad.